# Abraham Burensund
Abraham Burensund, född 25 december 1715 i Jämtland, död 1782 i Christiania, var en svensk ämbetsman och politiker i Norge.

## Biografi
Abraham Burensund var son till prosten i Nora socken, Härnösand Nils Sundius och Catharina, dotter till Abraham Laurentii Burman. Burensund var auskultant i Svea hovrätt och Kommerskollegium,  men kom 1744 till Norge, där han först blev assessor i Övre hovrätten i Christiania. Han steg i Norge till kansliråd, justitieråd, och sist stasråd. När han avled 1782 var han statsråd i Norge.
Burensund skrev själv sin egen gravskrift som trycktes i Norge vid hans frånfälle, i Norske Intelligents-Sedler 1782:19. Han säger där att hans mor tillhörde den adliga Buresläkten, och troligt är att han bildat sitt namn delvis efter hennes. Han översatte svenska Vetenskapsakademiens handlingar från 1739-1750 till norska i syfte att öka de ekonomiska kunskaperna.
Också Burensunds bror, medicine doktor Peter Sundius. överflyttade till Norge, och blev stadsfysikus i Christiania. 1762 öppnade bröderna en fabrik för karduans och saffian i Fjerdingen i Christiania, som leddes av en svensk mästare.
Burensund var gift med Maren Carlssen. Han var bosatt på Tveten gård.